# 8074 Slade
8074 Slade eller 1984 WC2 är en asteroid i huvudbältet som upptäcktes den 20 november 1984 av den amerikanske astronomen Edward L.G. Bowell vid Palomar-observatoriet. Den är uppkallad efter Martin A. Slade.
Asteroiden har en diameter på ungefär 5 kilometer och den tillhör asteroidgruppen Gefion.